# Renata Wojtkiewicz-Skrzypczyńska
Renata Wojtkiewicz-Skrzypczyńska (ur. 6 kwietnia 1966 w Zielonej Górze) – polska tenisistka, medalistka mistrzostw kraju.

## Życie prywatne
Była żoną Mirosława Skrzypczyńskiego, trenera tenisa i prezesa Polskiego Związku Tenisowego.

## Kariera tenisowa
W latach 1986–1987 oraz w roku 1990 reprezentowała Polskę w rozgrywkach o Puchar Federacji. Zdobywała medale mistrzostw Polski w rozgrywkach juniorskich i seniorskich.
Była zawodniczką klubów Nafta Zielona Góra i Górnik Bytom.
Najwyżej sklasyfikowana w rankingu WTA była na 835. pozycji w grze pojedynczej (10 czerwca 1991) i 435. miejscu w grze podwójnej (21 października 1991).